# Meteoriet

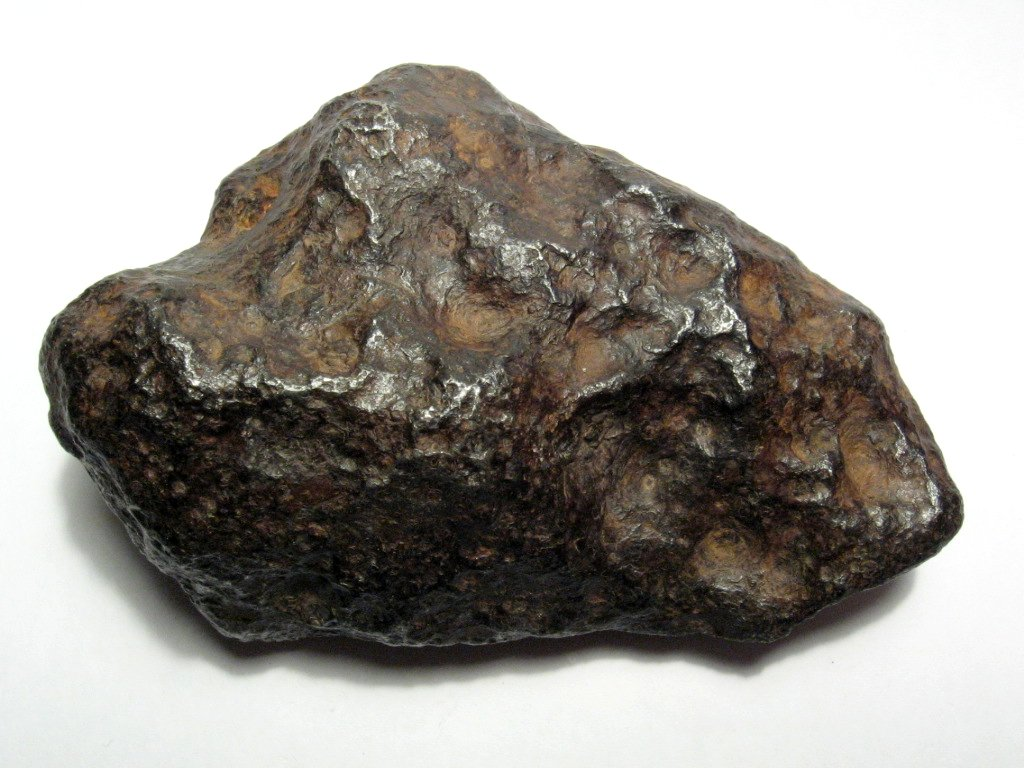
Een Chinga-ijzermeteoriet van 700 gram

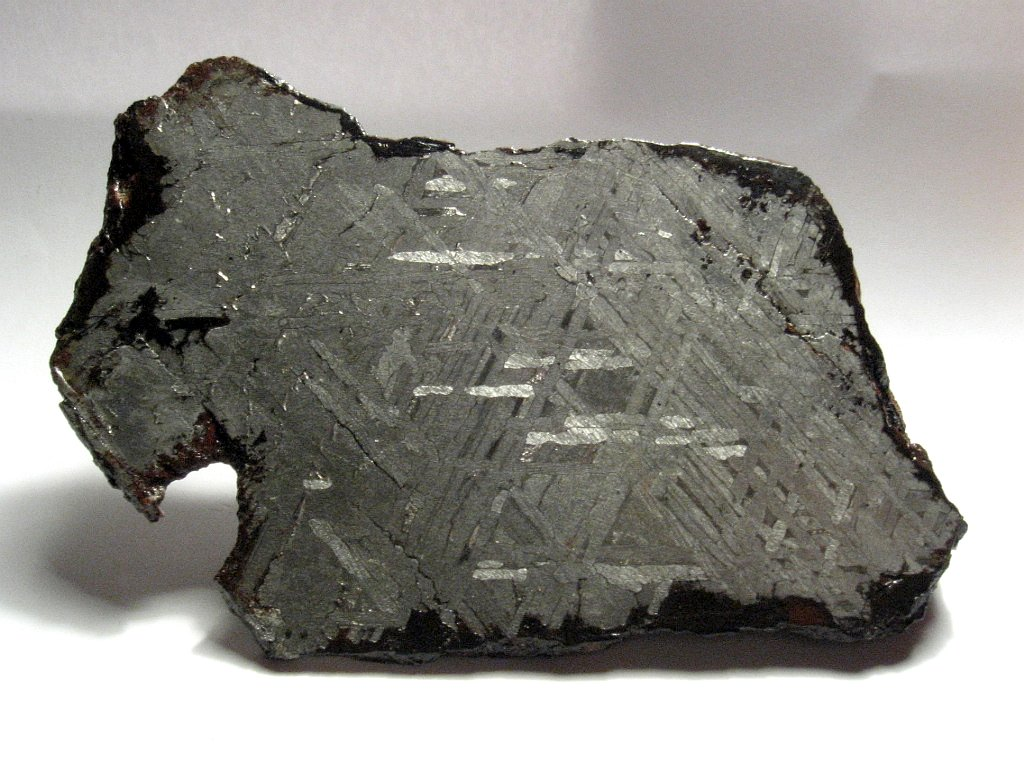
Doorsnede van de Toluca-ijzermeteoriet

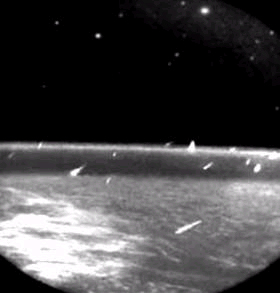
Meteoren gezien vanuit de ruimte tijdens het binnendringen van de atmosfeer

Een meteoriet is het deel van een meteoroïde of planetoïde dat op de aarde inslaat na vanuit de ruimte door de atmosfeer te zijn gevallen. Tijdens de tocht door de dampkring wordt het materiaal sterk afgeremd en zeer heet. Dit kan als een meteoor te zien zijn.

## Herkomst
Aan de hand van de samenstelling van meteorieten kan soms bepaald worden wat de herkomst is. Zo zijn er al meer dan twintig gevonden die van de maan afkomstig zijn (maanmeteorieten). Het betreft dan materiaal dat door een andere meteoriet uit de maan is losgeslagen. Ook zijn er meteorieten zoals ALH 84001 gevonden, waarvan de herkomst Mars is.
In veel gevallen is de meteoriet echter afkomstig uit de planetoïdengordel (ook wel asteroïdengordel genoemd) tussen Mars en Jupiter. Of er ook meteorieten bestaan met een kometaire oorsprong, staat nog ter discussie. Het is mogelijk dat sommige zeldzame, zeer fragiele soorten koolstofhoudende meteorieten van kortperiodieke kometen afkomstig zijn.

## Verbranding
Veel puin dat in contact komt met de dampkring bereikt de aarde niet, maar verbrandt door de hitte als gevolg van de weerstand van de atmosfeer. De brokstukken die verbranden zijn in de nacht zichtbaar als meteoren, ook wel sterrenregen of vallende ster genoemd. 
Bij grotere stukken die niet volledig verbranden maar gedeeltelijk als meteoriet op de aarde neerkomen, ontstaat bij het passeren van de dampkring een bolide (vuurbol). Dat het om een indrukwekkend verschijnsel kan gaan blijkt bijvoorbeeld uit de bolide van de Sichote-Alin. Die was bij volledig daglicht zeer duidelijk zichtbaar. De vuurbol veroorzaakt door de Nederlandse Glanerbrug-meteoriet uit april 1990, was vlak voor zonsondergang zichtbaar.

## Snel, zwaar en soms heel oud
De snelheid waarmee meteoroïden de atmosfeer binnenkomen bedraagt 35 000 tot 250 000 km/u (10 tot 70 km/s). Om de tocht door de dampkring te kunnen overleven, moet zelfs voor grote meteoroïden de snelheid niet hoger zijn dan ongeveer 100 000 km/u (27 km/s). Alleen zeer grote meteoroïden (meer dan 100 000 kg) ondervinden relatief zo weinig weerstand dat de snelheid voldoende blijft om bij inslag een krater te veroorzaken. 
Een aanzienlijk deel van de meteoroïde verdampt en slechts een beperkt deel bereikt de aarde: vaak zelfs helemaal niets. De massa van de Sichote-Alin-meteoroïde wordt geschat op 70 000 tot 100 000 kg, waarvan ongeveer 30 000 kg als meteoriet op de aarde is ingeslagen. De massa van de Nederlandse Glanerbrug-meteoriet bedroeg naar schatting vermoedelijk tussen de 20 tot 200 kg, waarvan minder dan 1 kg het aardoppervlak bereikte. De massa van de meteoriet die op 15 februari 2013 ontplofte boven Tsjeljabinsk bedroeg naar schatting tussen de 7.000 en 10.000 ton. De diameter van deze meteoriet zou ongeveer 17 meter geweest zijn op het moment dat de meteoor de dampkring binnenkwam. De energie die vrijkwam bij de ontploffing werd geschat op 500 kiloton TNT. De snelheid van de meteoriet werd geschat op 30 km/s of 108.000 km/u.
De oudst bekende meteoriet heeft een ouderdom van 4,56 miljard jaar. De meeste meteorieten van asteroïdale herkomst hebben een ouderdom rond 4,5 miljard jaar. Meteorieten van de maan en Mars zijn vaak jonger (enkele miljoenen jaren).
Wetenschappers kunnen door het onderzoeken van meteorieten meer te weten komen over het ontstaan van het zonnestelsel. Sommige meteorieten bestaan uit gesteente, andere uit ijzer. Op sommige plaatsen, zoals Antarctica, zijn meteorieten (in het ijs en de sneeuw) makkelijker te vinden dan elders. Van sommige van deze meteorieten wordt aangenomen dat ze van Mars afkomstig zijn, waarschijnlijk weggeslingerd door een meteorietinslag op die planeet.

## Verzamelen of onderzoeken?

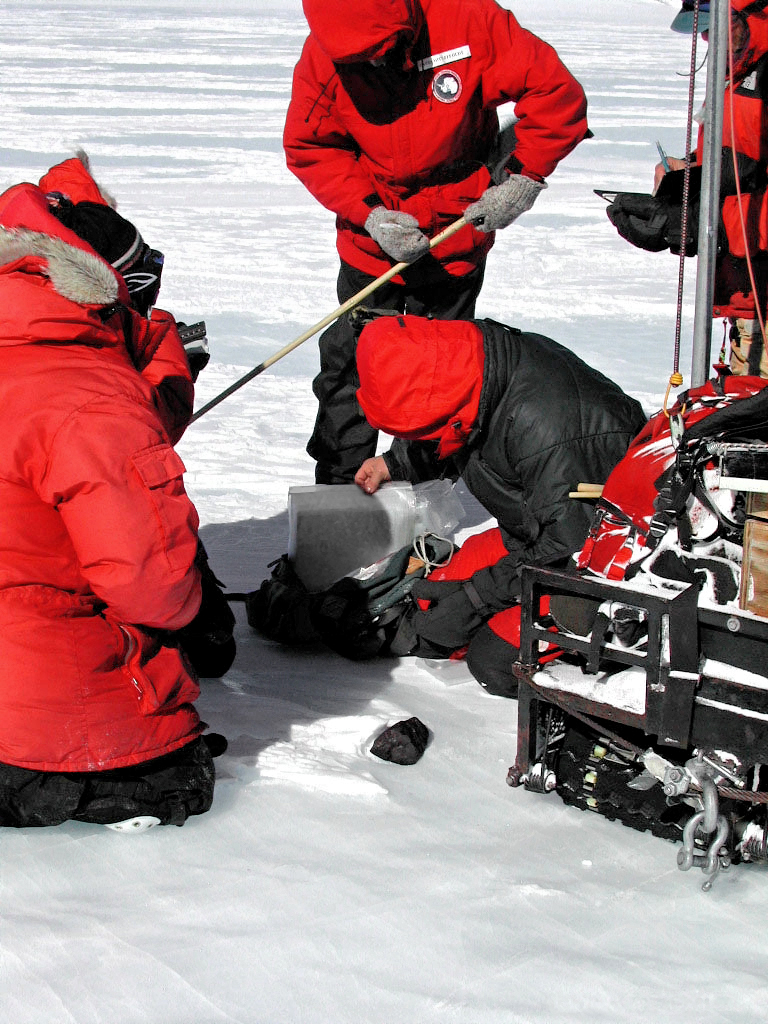
Wetenschappers op Antarctica bij een gevonden meteoriet

Dat een meteoriet een bijzonder object is en dat meteorieten daarom verzameld worden mag duidelijk zijn. Niet alle wetenschappers vinden dat ethisch even verantwoord. Meteorieten kunnen waardevolle informatie verschaffen over de samenstelling van planeten in het zonnestelsel. Verzamelaars 'onttrekken' meteorieten aan wetenschappelijk onderzoek. Verzamelaars brengen daartegen in dat veel vondsten zijn gedaan door de belangstelling voor meteorieten.
Feit is dat er in 1970 minder dan 2000 meteorieten bekend waren. Sindsdien is de interesse sterk toegenomen en wordt er onder meer op Antarctica en in de Sahara (waar ze door hun donkere kleur en het gebrek aan begroeiing goed opvallen, en bovendien accumuleren op deflatieoppervlakken) gericht naar gezocht. Inmiddels zijn er al meer dan 20 000 exemplaren wetenschappelijk gedocumenteerd.
De massa van meteorieten als Sichote-Alinmeteoriet, Campo del Cielo, Canyon Diablo (Barringerkrater) en Gibeon en veel andere meteorieten is overigens zo groot, dat er mensen zijn die vinden dat er geen valide wetenschappelijk argument bestaat om deze meteorieten niet te verzamelen.
Een voorbeeld is de gepoogde verkoop in 2008 via veilinghuis Bonhams van 's werelds grootste massa pallasiet: de meteoriet van Fukang. Niet alleen was deze wetenschappelijk interessant vanwege de zeldzaamheid, maar ook voor verzamelaars doordat er relatief grote olivijnkristallen in voorkomen (vandaar de bijnaam "edelsteenmeteoriet" voor deze klasse meteorieten). De vinder en eigenaar van deze meteoriet bood de meteoriet voor een extreem hoog bedrag aan: bijna drie miljoen Amerikaanse dollar, maar de steen bleef onverkocht.
In Nederland zijn zes gevallen bekend van neergekomen meteorieten. Soms wordt ook een zevende genoemd (de Dordrecht uit 1650), maar daar is nooit van vastgesteld dat het een echte meteoriet betrof.
- 12 juni 1840 – bij Uden – steenmeteoriet (chondriet)
- 2 juni 1843 – bij Utrecht – steenmeteoriet (chondriet)
- 27 oktober 1873 – bij Diepenveen – steenmeteoriet (koolstofchondriet, de Diepenveen-meteoriet)
- 28 augustus 1925 – bij Ellemeet – steenmeteoriet (diogeniet achondriet)
- 7 april 1990 – bij Glanerbrug – steenmeteoriet (chondriet, de Glanerbrug-meteoriet)
- 11 januari 2017 – bij Broek in Waterland – steenmeteoriet (L6 chondriet)

De meteoriet van Ellemeet uit 1925 is waarschijnlijk een brokstukje van de planetoïde 4 Vesta.
In België zijn negen gevallen bekend van neergekomen meteorieten; over drie hiervan bestaat onzekerheid. Drie van de erkende meteorieten zijn:
- Tourinnes-la-Grosse (7 december 1863)
- Lesve (Profondville)
- Sint-Denijs-Westrem (7 juni 1855)

Zie ook de meteoriet van Le Mont-Dieu, waarvan het grootste stuk in Brussel bewaard wordt.

## Kenmerken van meteorieten
Op basis van de structuur worden meteorieten ingedeeld in drie hoofdgroepen; 
1. IJzermeteorieten;
2. pallasieten of steen-ijzermeteorieten;
3. stenige meteorieten, onderverdeeld in chondrieten en achondrieten.

Een meteoriet is niet eenvoudig te onderscheiden van gewoon gesteente. Bij ijzermeteorieten is het hoge gewicht door het ijzergehalte een aanduiding. Deze meteorieten zijn uiteraard magnetisch. Een mogelijkheid tot identificatie is ook doorzagen en met behulp van etsen de Widmanstättenstructuren zichtbaar maken. Verder kan niet-destructief onderzoek in het laboratorium uitsluitsel bieden. IJzermeteorieten hebben een nikkelgehalte van 6% tot 25%.
Steen-ijzermeteorieten en steenmeteorieten zijn vaak zeer moeilijk te onderscheiden van gewoon gesteente. Soms biedt microscopisch onderzoek hulp. In een aantal gevallen is de steen aan de buitenzijde duidelijk als meteoriet herkenbaar. Bij het passeren van de dampkring wordt de buitenkant zo warm dat een dun laagje van de meteoroïde smelt. Deze gesmolten rand stolt weer en vormt dan in de meeste gevallen een smalle donkere verglaasde korst rond de meteoriet (fusion crust). In tegenstelling tot wat veel mensen denken, zijn meteorieten niet door en door gesmolten.

## Misverstanden
Enkele misverstanden over meteorieten zijn:
- Bij iedere verschijning van een heldere vuurbol valt er ook een meteoriet
Dit is incorrect. Vaak verdampt de meteoroïde volledig en bereikt niets het aardoppervlak, ook bij zeer heldere vuurbollen. Soms explodeert de meteoroïde in de atmosfeer en wordt daarbij volledig verpulverd.
- Het lichtspoor van een vallende meteoriet reikt tot aan de grond
Dit is incorrect. De meteoroïde remt af in de atmosfeer door de wrijving met de lucht. Op hoogten tussen 10 en 30 km boven het aardoppervlak is de snelheid zo zeer verminderd dat ze uitdooft, wat resulteert in een dark flight. Als een vuurbol te zien is die schijnbaar nabij de grond eindigt, dit is nabij de horizon, dan betekent dit dat het eindpunt van de vuurbol minstens 200 km verwijderd is.
- Ik zag hem in een nabijgelegen weiland inslaan
Zie het voorgaande punt: dit is een illusie.
- Een pas gevallen meteoriet is gloeiend heet en roodgloeiend in het donker
Dit is incorrect, een pas gevallen meteoriet is hooguit handwarm. De hitte die bij de tocht door de dampkring ontstaat, wordt direct afgevoerd met het verdampende meteorietmateriaal. Na afremmen en uitdoven maakt de meteoriet nog een vrije val van enkele minuten, waarbij hij, zo hij al heet was, volledig afkoelt.
- Een meteoriet is volledig gesmolten
Ook dit is incorrect: meteorieten smelten niet, materiaal ableert (verdampt) laagje voor laagje, met een heel dun smeltlaagje. Rond het moment dat de meteoor uitdooft, vormt dat dunne smeltlaagje de karakteristieke donkere smeltkorst (fusion crust). Deze is echter hooguit een millimeter dik, en daaronder is de steen niet gesmolten geweest. Als een voorwerp eruitziet alsof het geheel gesmolten is geweest, dan is het geen meteoriet.
- Meteorieten worden genoemd naar het dichtstbijzijnde postkantoor
Dit is een fabeltje. De officiële naamgeving van meteorieten, die geschiedt door het Meteorite Nomenclature Committee van de Meteoritical Society, is aan strenge regels onderhevig. Een postkantoor komt in die regels helemaal niet voor.

### Kaäba
De Zwarte Steen in de wand van de Kaäba in Mekka zou mogelijk een meteoriet zijn.

## Trivia
- Er bestaat een mythe dat als een kris gemaakt is met nikkel uit de meteoriet die in 1749 in de streek rond de Prambanan viel, het wapen alleen op een persoon behoeft te worden gericht om diegene te doden.